# هنینگ لارسن
هنینگ لارسن (انگلیسی: Henning Larsen; ۲۰ اوت ۱۹۲۵ – ۲۲ ژوئن ۲۰۱۳) یک معمار اهل دانمارک بود.